# Майская ночь, или Утопленница (фильм)
«Майская ночь, или Утопленница» — советский полнометражный цветной художественный стереофильм-сказка, поставленный на Московской киностудии имени М. Горького в 1952 году режиссёром Александром Роу по мотивам одноимённой повести Н. В. Гоголя.
Премьера фильма в СССР состоялась 31 октября 1952 года.

## Сюжет
Гуляя вечером под цветущей черёмухой, девушки встречают одинокого старика и просят у него рассказать сказку. Тот соглашается и начинает рассказывать о событиях, произошедших однажды в майскую ночь.
Молодой казак Левко, сын деревенского головы, тайно встречается с Ганной. Никем незамеченные, они идут к пруду и замечают на его берегу старую хату. Левко рассказывает избраннице, что по слухам когда-то в этом доме жил пан сотник с прекрасной дочерью. Однажды сотник женился и привёз сюда свою супругу, которая оказалась ведьмой. Превратившись первой ночью в чёрную кошку, ведьма пыталась убить дочь сотника, но та рассекла ей левую руку. Тогда ведьма устроила так, что сам сотник выгнал дочь из дому. Отчаявшись, панночка утопилась и сделалась главной среди утопленниц. Подкараулив мачеху, она утащила её в воду, но та сама превратилась в утопленницу, и с тех пор панночка никак не может найти её среди своих подруг. 
Успокоив испуганную Ганну, Левко уходит с друзьями, но вскоре находит своего отца, который строго разговаривает с Ганной и запрещает ей видеться с Левко. В отместку казаки ближайшей ночью дурачат голову и его гостей, насмехаясь над ними в песнях и вынуждая дважды поймать и запереть свояченицу. Навеселившись и устав, Левко приходит к пруду и засыпает в лодке. Во сне он видит панночку в окне старого дома, та просит, чтобы он нашёл её ведьму-мачеху среди других утопленниц. Левко наблюдает за девушками, резвящимися под обрывом, и вскоре находит ведьму. Утопленницы окружают её и уводят. В благодарность за помощь панночка передаёт Левко записку, которая оказывается у него в руках после сна. Левко передаёт эту записку разгневанному отцу, и выясняется, что там послание от комиссара, который требует женить Левко на Ганне. На расспросы отца казак придумывает историю о недавней встрече с комиссаром, на которой тот обещал вскоре приехать к голове на обед. Пообещав, что сын «отведает нагайки», растерянный отец всё-таки разрешает ему жениться на Ганне. Счастливый Левко приходит к дому Ганны, но та ещё спит спокойным сном.
Закончив рассказ, старик собирается спать и обещает девушкам, что следующим вечером расскажет им ещё одну страшную сказку.

## Роли исполняют
- Николай Досенко — Левко
- Татьяна Конюхова — Ганна
- Лилия Юдина — Панночка
- Александр Хвыля — Голова
- Эмма Цесарская — свояченица
- Антон Дунайский — винокур
- Георгий Милляр — писарь
- Георгий Гумилевский — каленик
- Габриэль Нелидов — пасечник
- Галина Григорьева — мачеха
- Василий Бокарев — сотник
- Александр Жуков — Карпо

## Съёмочная группа
- Сценарий — Константин Исаев
- Постановка — Александра Роу
- Оператор — Гавриил Егиазаров
- Режиссёр — А. Ульянцев
- Режиссёр-монтажёр — Ксения Блинова
- Композитор — Сергей Потоцкий
- Звукооператор — Сергей Юрцев
- Художники — Пётр Галаджев, Ирина Захарова
- Художники по костюмам — Эльза Рапопорт, Ф. Алексеенко
- Художник-гримёр — Н. Мардисова
- Комбинированные съёмки:
Художник — Владимир Никитченко
Оператор — Л. Сазонов
- Художник по дорисовкам — Игорь Бахметьев
- Песня Левко «Спи, моя красавица» и хор парубков
Музыка — Н. А. Римского-Корсакова
- Оркестр Государственного Ордена Ленина Академического театра оперы и балета
Украинской ССР им. Т. Г. Шевченко
Дирижёр — Константин Симеонов
- Директор картины — Борис Краковский